# François van der Burch

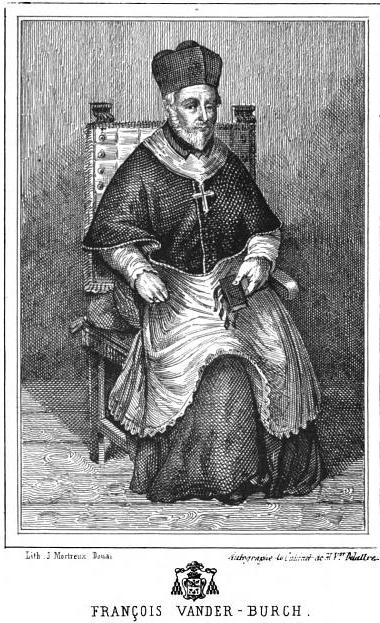
van der Burch als Fürsterzbischof von Cambrai

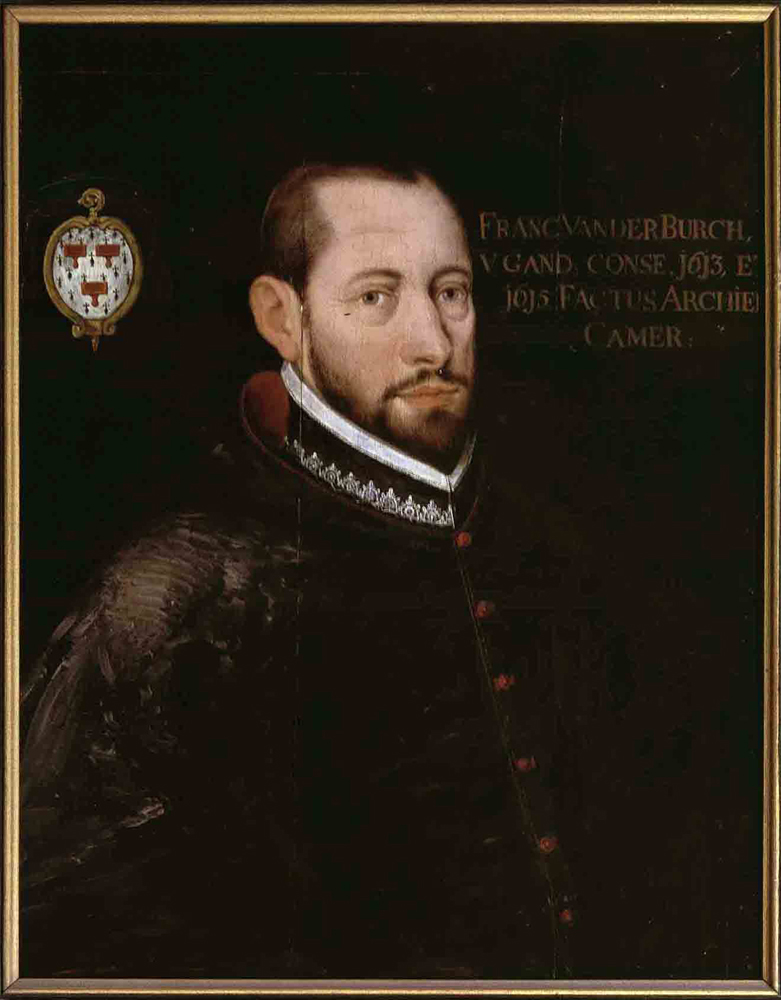
van der Burch als Bischof von Gent

Henri(-)François van der Burch (auch Franciscus van der Burch; * 26. Juli 1567 in Gent; † 23. Mai 1644 in Bergen) war Fürsterzbischof und Herzog von Cambrai.

## Leben
Van der Bruch erhielt seine erste Ausbildung in Utrecht. Anschließend ging er an die Universität Douai, an der er ein Studium der Philosophie absolvierte, bevor er an die Universität Löwen wechselte, an der er am 5. Juni 1590 ein Lizenziat beider Rechte erlangte. Seine Priesterweihe erfolgte am 19. Dezember 1592.
Van der Bruch wurde Kanoniker an der Stiftskirche Saint-Wandru in Bergen. Am 13. Januar 1593 erfolgte die Ernennung zum Kanoniker, später durch König Philipp II. zum Kapitelsdekan an der Kathedrale von Mecheln. Dort gewann er das Vertrauen des Erzbischofs Mathias Hovius. Dieser ernannte ihn am 26. Oktober 1596 zum Generalvikar des Erzbistums Mechelen.
Am 15. Juni 1612 wurde van der Burch durch Albrecht VII. von Habsburg und Isabella Clara Eugenia von Spanien zum Bischof von Gent ernannt. Nach der Zustimmung des Papstes empfing er am 17. Februar 1613 die Bischofsweihe. Als 1614 in Bergen die Pest ausbrach, schickte der Bischof auf Bitten der Stadt eine Reliquie dorthin. Nach Ende der Pest sah sich die Stadt gegenüber dem Bischof zu Dank verpflichtet.
Die Ernennung van der Burchs zum Fürsterzbischof und Herzog von Cambrai erfolgte am 2. Mai 1616. Auch dort herrschte zu seiner Regierungszeit die Pest ebenso wie Hungersnöte. Der Bischof kümmerte sich daher in vielfältiger Weise um die Armen und Bedürftigen.
Van der Burch starb in Bergen, wo er zu dieser Zeit auf einer Pastoralreise weilte. Er wurde zunächst in der Jesuitenkirche in Cambrai beigesetzt, jedoch nach dem Verbot des Jesuitenordens 1779 in die Kathedrale von Cambrai überführt.

## Wappen des Bischofs

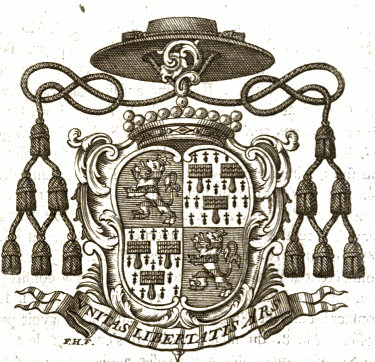
Wappen Burchs als Erzbischof von Cambrai (jedoch mit fehlerhafter Quasten-Anzahl)
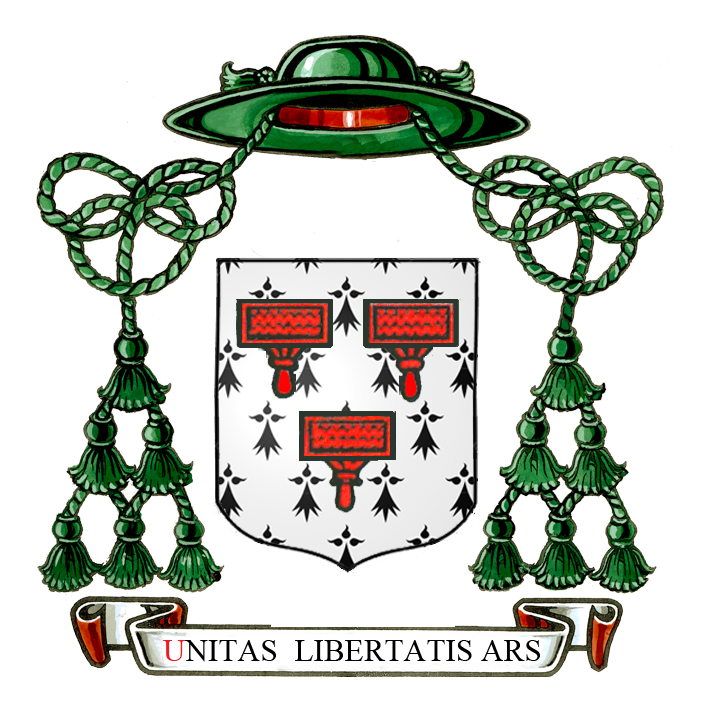
Wappen Burchs als Bischof von Gent